# 郑氏祠堂
郑氏祠堂，位于中国广东省湛江市遂溪县杨柑镇河图仔村，为遂溪县的一个县级文物保护单位，类型为古建筑，公布时间为1995年4月17日。
郑氏祠堂的历史年代为清代。